# Штатленгсфелд
Штатленгсфелд (њем. Stadtlengsfeld) град је у њемачкој савезној држави Тирингија. Једно је од 61 општинског средишта округа Вартбург. Према процјени из 2010. у граду је живјело 2.651 становника. Посједује регионалну шифру (AGS) 16063072.

## Географски и демографски подаци
Штатленгсфелд се налази у савезној држави Тирингија у округу Вартбург. Град се налази на надморској висини од 272 метра. Површина општине износи 27,6 km². У самом граду је, према процјени из 2010. године, живјело 2.651 становника. Просјечна густина становништва износи 96 становника/km².

## Међународна сарадња
| Мјесто   | Држава   | Врста сарадње | Од    |
| -------- | -------- | ------------- | ----- |
| Кишкевош | Мађарска | партнерство   | 2003. |
| Извор    |          |               |       |